# Tonny Vilhena
Tonny Emilio Trindade de Vilhena (Maassluis, Holanda Meridional, 3 de enero de 1995), más conocido como Tonny Vilhena, es un futbolista neerlandés que juega de centrocampista en el Panathinaikos F. C. de la Superliga de Grecia.

## Trayectoria

### Inicios de su carrera
Comenzó su carrera deportiva en el modesto club VDL-Maassluis a la edad de 8 años. En ese mismo año es transferido al Feyenoord. Después de nueve años en las categorías inferiores del club, fue promovido al primer equipo del Feyenoord en enero de 2012.

### Feyenoord
Hizo su debut como profesional, el 23 de enero de 2012 contra el VVV Venlo. Consiguió su primer gol, el 25 de noviembre de 2012, jugando contra el AZ Alkmaar, partido que culminó con triunfo del Feyenoord por 2-0. El 3 de febrero de 2013, en la derrota por 3-1 del Feyenoord contra el Willem II, Vilhena se convirtió en el jugador más joven en anotar dos goles en un solo partido en la Eredivisie, y consiguió lograr esta hazaña a la edad de 18 años y 31 días . En la temporada 2011-2012, Vilhena jugó 6 partidos y en la pasada temporada en la Eredivisie 2012-2013, marcó un total de 4 goles en 31 partidos disputados.

### Krasnodar
El 20 de junio de 2019 se hizo oficial su fichaje por el F. C. Krasnodar de Rusia a cambio de 8 millones de euros.

### R. C. D. Espanyol
En enero de 2022 llegó cedido al R. C. D. Espanyol hasta final de temporada. Durante ese tramo disputó 17 partidos, marcando un gol en el segundo de ellos. En julio el club comunicó que hacía efectiva la opción de compra que incluía la cesión, firmando un contrato de cuatro años de duración. A pesar de ello, el mes siguiente fue prestado a la U. S. Salernitana 1919. Tras esta cesión fue traspasado al Panathinaikos F. C., donde estuvo un año y medio antes de ser cedido al Alanyaspor en febrero de 2025.

## Selección nacional
En el año 2012 consiguió ganar el Campeonato Europeo Sub-17 de la UEFA con la selección neerlandesa, y también fue el máximo goleador del torneo con 3 goles. Consiguió el título tras marcar el quinto y último penal, derrotando en la final a Alemania. El 5 de febrero de 2013 anotó en el debut con la selección sub-21 de los Países Bajos.
El 6 de marzo de 2013 fue convocado por primera vez en la lista preliminar de la selección de fútbol de los Países Bajos, con tan solo 18 años de edad.

## Clubes
| Club                            | Div.          | Temporada     | Liga  | Liga  | Copas nacionales | Copas nacionales | Copas internacionales | Copas internacionales | Total | Total |
| Club                            | Div.          | Temporada     | Part. | Goles | Part.            | Goles            | Part.                 | Goles                 | Part. | Goles |
| ------------------------------- | ------------- | ------------- | ----- | ----- | ---------------- | ---------------- | --------------------- | --------------------- | ----- | ----- |
| Feyenoord · Países Bajos        | 1.ª           | 2011-12       | 6     | 0     | 0                | 0                | ―                     | ―                     | 6     | 0     |
| Feyenoord · Países Bajos        | 1.ª           | 2012-13       | 27    | 4     | 3                | 0                | 1                     | 0                     | 31    | 4     |
| Feyenoord · Países Bajos        | 1.ª           | 2013-14       | 32    | 6     | 3                | 0                | 2                     | 0                     | 37    | 6     |
| Feyenoord · Países Bajos        | 1.ª           | 2014-15       | 21    | 0     | 1                | 0                | 9                     | 0                     | 31    | 0     |
| Feyenoord · Países Bajos        | 1.ª           | 2015-16       | 27    | 5     | 6                | 1                | ―                     | ―                     | 33    | 6     |
| Feyenoord · Países Bajos        | 1.ª           | 2016-17       | 29    | 4     | 3                | 0                | 5                     | 1                     | 37    | 5     |
| Feyenoord · Países Bajos        | 1.ª           | 2017-18       | 33    | 11    | 5                | 2                | 6                     | 0                     | 44    | 13    |
| Feyenoord · Países Bajos        | 1.ª           | 2018-19       | 33    | 6     | 5                | 1                | 1                     | 0                     | 39    | 7     |
| Feyenoord · Países Bajos        | Total club    | Total club    | 208   | 36    | 26               | 4                | 24                    | 1                     | 258   | 41    |
| F. C. Krasnodar · Rusia         | 1.ª           | 2019-20       | 20    | 2     | 0                | 0                | 10                    | 2                     | 30    | 4     |
| F. C. Krasnodar · Rusia         | 1.ª           | 2020-21       | 24    | 2     | 1                | 1                | 9                     | 0                     | 34    | 3     |
| F. C. Krasnodar · Rusia         | 1.ª           | 2021-22       | 13    | 2     | 2                | 0                | ―                     | ―                     | 15    | 2     |
| F. C. Krasnodar · Rusia         | Total club    | Total club    | 57    | 6     | 3                | 1                | 19                    | 2                     | 79    | 9     |
| R. C. D. Espanyol · España      | 1.ª           | 2021-22       | 17    | 1     | ―                | ―                | ―                     | ―                     | 17    | 1     |
| R. C. D. Espanyol · España      | Total club    | Total club    | 17    | 1     | 0                | 0                | 0                     | 0                     | 17    | 1     |
| U. S. Salernitana 1919 · Italia | 1.ª           | 2022-23       | 33    | 4     | ―                | ―                | ―                     | ―                     | 33    | 4     |
| U. S. Salernitana 1919 · Italia | Total club    | Total club    | 33    | 4     | 0                | 0                | 0                     | 0                     | 33    | 4     |
| Panathinaikos F. C. · Grecia    | 1.ª           | 2023-24       | 25    | 1     | 4                | 0                | 12                    | 0                     | 41    | 1     |
| Panathinaikos F. C. · Grecia    | 1.ª           | 2024-25       | 1     | 0     | 0                | 0                | 2                     | 0                     | 3     | 0     |
| Panathinaikos F. C. · Grecia    | Total club    | Total club    | 26    | 1     | 4                | 0                | 14                    | 0                     | 44    | 1     |
| Alanyaspor Turquía              | 1.ª           | 2024-25       | 14    | 2     | 1                | 0                | ―                     | ―                     | 15    | 2     |
| Alanyaspor Turquía              | Total club    | Total club    | 14    | 2     | 1                | 0                | 0                     | 0                     | 15    | 2     |
| Total carrera                   | Total carrera | Total carrera | 355   | 50    | 34               | 5                | 57                    | 3                     | 446   | 58    |
| 1. 2.                           |               |               |       |       |                  |                  |                       |                       |       |       |

- Estadísticas actualizadas al último partido jugado el 31 de mayo de 2025.[7]

## Palmarés

### Títulos nacionales
| Título                        | Club                | País         | Año     |
| ----------------------------- | ------------------- | ------------ | ------- |
| Copa de los Países Bajos      | Feyenoord           | Países Bajos | 2015-16 |
| Eredivisie                    | Feyenoord           | Países Bajos | 2016-17 |
| Supercopa de los Países Bajos | Feyenoord           | Países Bajos | 2017    |
| Copa de los Países Bajos      | Feyenoord           | Países Bajos | 2017-18 |
| Supercopa de los Países Bajos | Feyenoord           | Países Bajos | 2018    |
| Copa de Grecia                | Panathinaikos F. C. | Grecia       | 2023-24 |

### Títulos internacionales
| Título          | Club (*)            | País      | Año  |
| --------------- | ------------------- | --------- | ---- |
| Eurocopa Sub-17 | Países Bajos sub-17 | Serbia    | 2011 |
| Eurocopa Sub-17 | Países Bajos sub-17 | Eslovenia | 2012 |

(*) Incluyendo la selección.